# Tufoli
Tufoli (także: tuffoli, maniche, gigantoni, occhi di elefante, elefante, cannelloni grandi, occhi di bove) - rodzaj włoskiego makaronu w kształcie rurki o gładkiej powierzchni i dużej średnicy.
Makaron tego gatunku stosowany jest głównie do zapiekanek lub podawany z sosami mięsnymi albo warzywnymi.